# ویترین

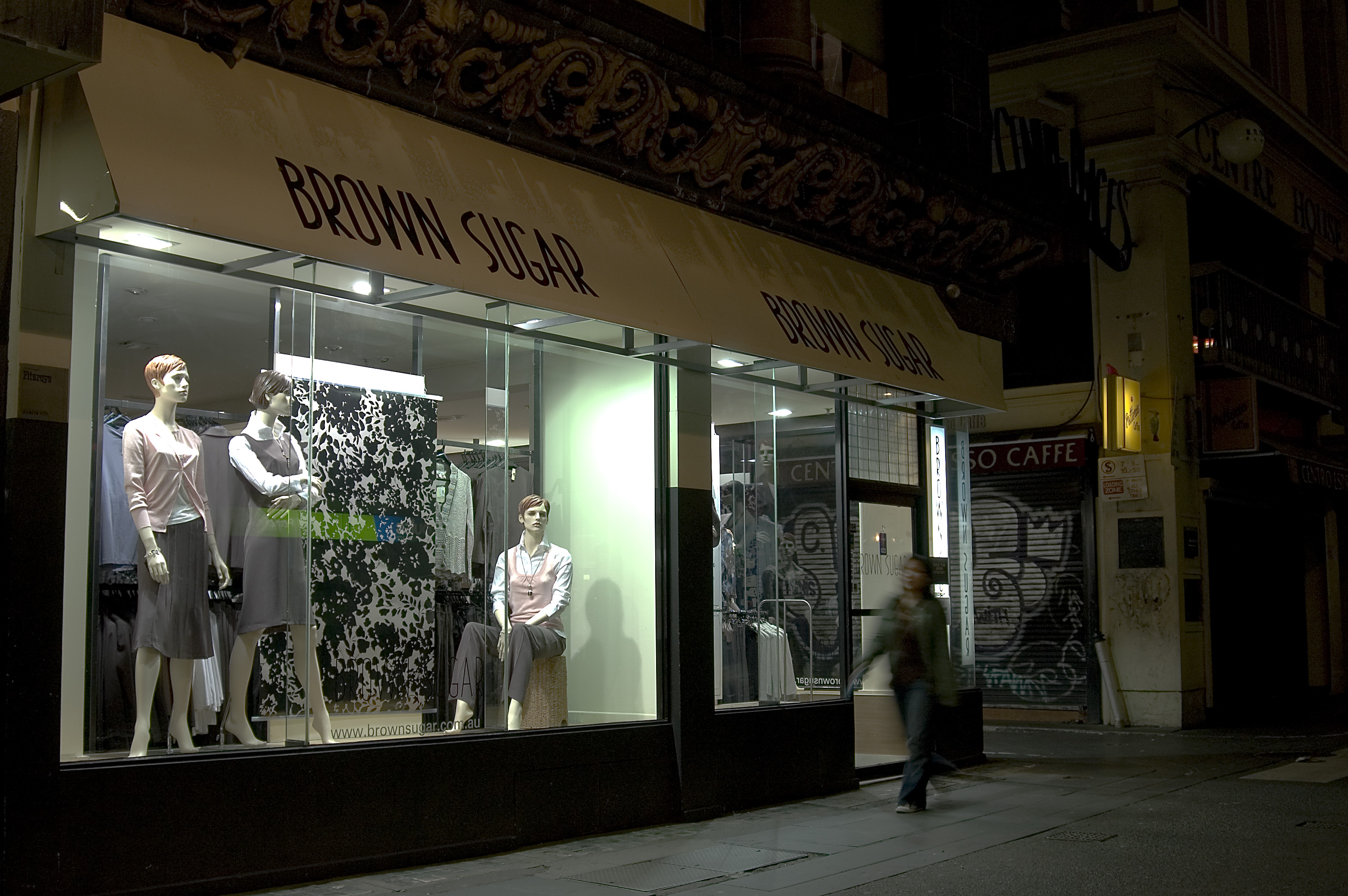
ویترین یک فروشگاه لباس در ملبورن، استرالیا.

ویترین (به فرانسوی: Vitrine) جایی است که «کالا» را برای شناخت خواص «ظاهری» آن در معرض دید و اطلاع عموم قرار می‌دهند.
ویترین محفظه‌ای شیشه‌ای یا شفاف است که مزایا و شکل ظاهری کالا و محصولات را نمایش می‌دهد.
ویترین معمولاً برای کسب و کارها استفاده می‌شود.